# Distretto di Wensheng
Il distretto di Wensheng (文圣区S, Wénshèng QūP) è un distretto della Cina, situato nella provincia di Liaoning e amministrato dalla prefettura di Liaoyang.